# Gentiana alpina
Gentiana alpina es una especie del género Gentiana perteneciente a la familia de las gentianáceas. 

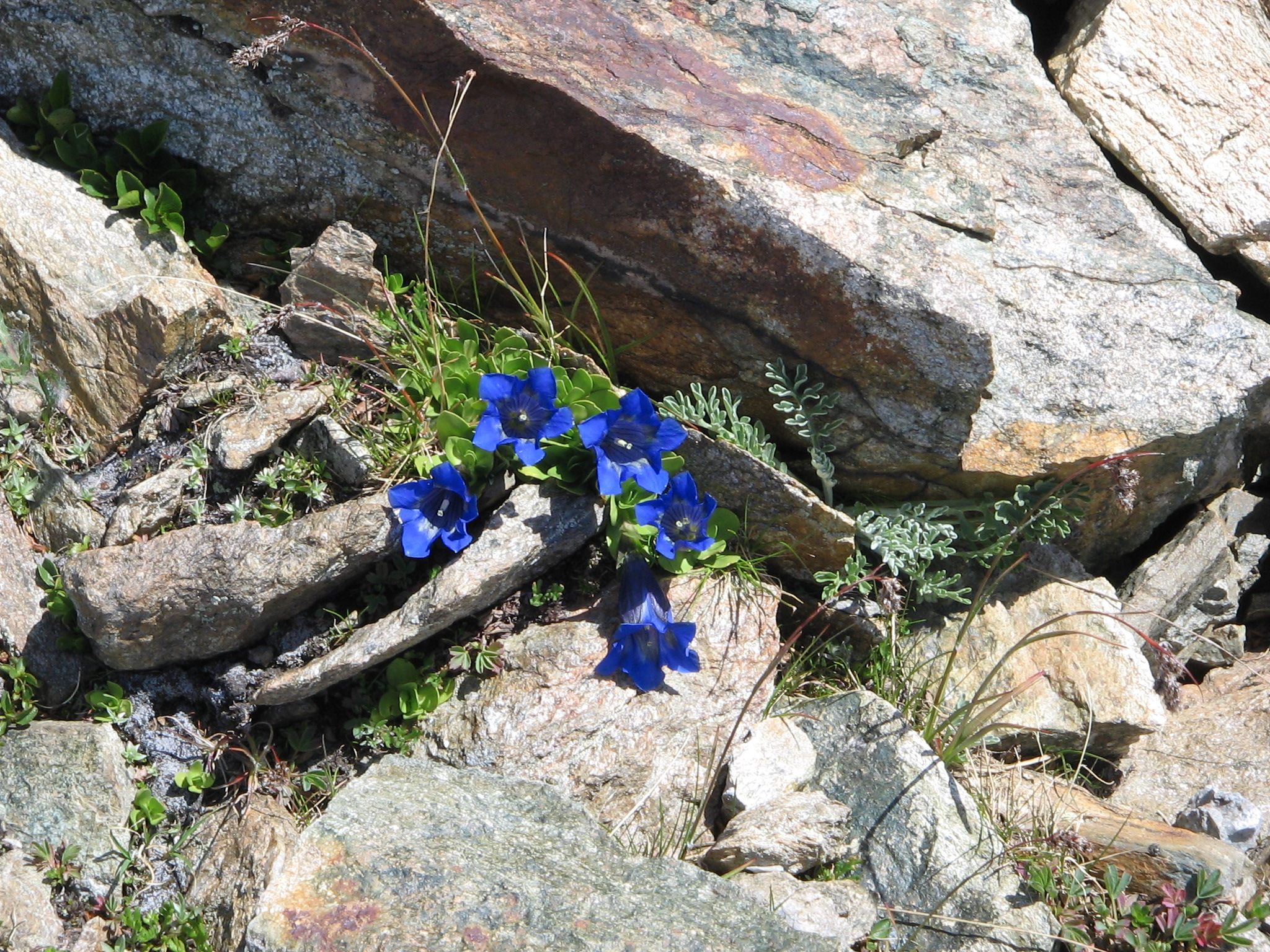
En su hábitat

## Descripción
Es una planta anual. Las hojas se acumulan en la base del tallo con bordes  cartilaginosos, de alrededor de 1 cm de largo y casi circular. Las flores son terminales solitarias en los tallos. El cáliz es de color verde con de cinco dientes.  La corona es de 40 a 70 mm de largo, cónica y  teñida de color azul oscuro. 

## Distribución y hábitat
La especie se encuentra en el suroeste y oeste de los Alpes, Pirineos y  Sierra Nevada en el sur de España. Es intolerante al calcio (calcífuga) y crece en altitudes de 2000 a 2600 metros.

## Taxonomía
Gentiana alpina fue descrita por Dominique Villars y publicado en Prospectus de l'Histoire des Plantes de Dauphiné 22. 1779.
Citología
Número de cromosomas de Gentiana alpina (Fam. Gentianaceae) y táxones infraespecíficos:
2n=36
Etimología
Gentiana: nombre genérico que según Plinio el Viejo y Dioscórides, su nombre deriva del de Gentio, rey de Iliria en el siglo II a. C., a quien se atribuía el descubrimiento del valor curativo de la Gentiana lutea.
alpina: epíteto latino que indica su localización en lugares montañosos.
Sinonimia
- Ciminalis alpina (Vill.) Holub
- Gentiana acaulis var. alpina (Vill.) Griseb.
- Gentiana acaulis subsp. alpina (Vill.) O.Bolòs & Vigo
- Gentiana acaulis var. parviflora Gren. & Godr.
- Gentiana incisiflora Vayr.[6]